# 路审中
路审中（9世纪—？），唐朝官员。本为武宁军节度使崔彦曾部下官吏，崔彦曾知道他有能力，很信任他。咸通九年（868年），庞勋起兵破徐州，杀崔彦曾。路审中贿赂庞勋守军，收敛崔彦曾的尸体。十年（869年）八月，官军反攻徐州，路审中率死士响应，开南白门放官军入城，于是收复。后任岚州刺史。翰林學士承旨郑畋称路审中有节操，请求升为右羽林将军，得诏书准许。
中和元年（881年）九月，路审中受任为杭州刺史，行至嘉兴，石镜镇将董昌自石镜引兵入杭州，路审中害怕，回去了。董昌自称知杭州事。路审中客居黄州。
中和四年（884年）三月，路审中听闻鄂州刺史崔绍去世，募兵三千人入据鄂州。光启二年（886年）十二月，安陆民变首领周通攻打鄂州，路审中出逃。后事不详。